# أمحمد بن رضوان
محمد بن رضوان (20 أغسطس 1950  - 3 أغسطس 2020)
```
ولد في 
بوينان
 (
ولاية البليدة
)، عمل أستاذًا مساعدًا للأمراض الجلدية في 
مستشفى مصطفى باشا الجامعي
 بالجزائر العاصمة والمضيف التلفزيوني لبرنامج "Avis religieux" على 
قناة
 كنال آلجيري الجزائرية.
```

شغل منصب وزير الشؤون الدينية في حكومتي الغزالي الأولى وغزالي الثانية في الفترة 1991-1992. وكان عضوًا في IIC ونائب رئيس مؤسسة الأمير عبد القادر .